# Campeonato Oficial de fútbol playa femenino de Chile 2009
El primer Campeonato Oficial de fútbol playa femenino de Chile organizada por la ANFP se disputó entre los días 7 y el 9 de febrero de 2009 en la ciudad de Viña del Mar.

## Sistema de Campeonato
Serán cuatro equipos Colo-Colo , Everton, Santiago Wanderers y Unión La Calera. Los equipos se repartirán en dos grupos. La fase de grupos se jugará los días sábado 7 de febrero y domingo 8 de febrero, mientras las semifinales y final serán el lunes 9 de febrero.

### Final
| Fecha        | Partido¹ | Partido¹ | Partido¹  | Resultado |
| ------------ | -------- | -------- | --------- | --------- |
| 9 de febrero | Everton  | -        | Colo-Colo | 1-0       |

## Campeón
| Everton 1º título |